# Ewa Referowska-Chodak
Ewa Magdalena Referowska – polska leśnik, doktor habilitowany nauk rolniczych, profesor w Szkole Głównej Gospodarstwa Wiejskiego w Warszawie, specjalistka od ochrony przyrody oraz edukacji leśnej i ekologicznej.

## Kariera naukowa
W 2004 roku na Wydziale Leśnym Szkoły Głównej Gospodarstwa Wiejskiego w Warszawie uzyskała stopień doktora nauk rolniczych w zakresie leśnictwa na podstawie rozprawy pt. Metody i kryteria doskonalenia sieci rezerwatów przyrody na terenie Lasów Państwowych, której promotorem był Andrzej Grzywacz. W tym samym roku została zatrudniona na tejże uczelni, a w 2021 roku uzyskała na niej stopień doktora habilitowanego nauk rolniczych w dyscyplinie nauk leśnych na podstawie pracy pt. Ochrona przyrody w Lasach Państwowych – potrzeby i oczekiwania różnych grup społecznych oraz ich konsekwencje.